# 322P/SOHO
322P/SOHO, komet Jupiterove obitelji, objekt blizu Zemlje.